# 초속변형 자이로제타
초속변형 자이로제타(超速変形ジャイロゼッター)는 스퀘어 에닉스에 의한 트레이딩 카드 게임으로, 각 미디어 작품(만화, 애니메이션 등)으로 전개되고 있다.
대한민국은 2013년에 ㈜대교영상사업본부가 애니메이션 방영권과 상품화권에 대한 단독 계약을 체결하여 TV 애니메이션을 수입하고 있다. ㈜대교영상사업본부는 씨제이이앤엠과 방영 계약을 체결하여 투니버스를 통해 한국어 더빙으로 작품을 공개하고 있다.

## 개요
스퀘어 에닉스에 의한 저취학 아동(초등학교 중학년부터 고학년 이상)을 대상으로 개발한 아케이드 게임. 여러 타기업과 제휴한 대규모 미디어 믹스가 계획되었다.
아케이드 게임으로는 자동차를 조종하는 카드라이브 게임과 자동차를 로봇으로 변형시켜 배틀하는 로봇배틀 게임의 두 모드를 합쳐 즐길 수 있다(개개를 따로 놀 수는 없지만 3편보다 드라이브만 플레이하기 배틀만 플레이하기가 추가되어 어느 쪽이라도 놀 수 있게 되었다).모드 체인지 시에는 세계 최초인 플레이 중에 케이스가 변형되는 장치를 장비.시각적 자극도 플레이의 즐거움에 한몫한다.
자동차의 외장은 제0탄 시점에서는 가공의 것이었지만, 제1탄 이후는 실재하는 국내외의 자동차나 공공 사용차도 잇달아 등장했다. 단 혼다 기연공업의 차종은, 기업 이미지에 맞지 않는다(이족 보행식 로봇의 ASIMO를 개발·생산하고 있는 것에 가세해 극중에서 로봇이 무기를 소지해 전투하기 때문에)는 것으로 등장하고 있지 않다.
2014년 2월 2일부로 가동이 종료되었다.또한 이 후에는 전국의 아케이드판 부품 수집에서 핸들이 판매되고 있었다.
아케이드 게임으로는 드물게 게임엔진으로서 Unreal Engine3.5를 사용하고 있다.

## 역사

### 2012년
- 6월 21일 - 제0탄이 일부의 점포에서 선행 가동 개시.
- 7월 - 전국 각지의 점포에서 정식 가동 개시.
- 9월 14일 - 제1탄 가동 개시. 기계카드 48장, 스페셜카드 6장
- 10월 2일 - TV 도쿄 계열에서 TV 애니메이션 방송 개시.
- 11월 2일 ~ 11월 16일 - 머신카드 보상받기 캠페인
- 11월 9일 - 제2탄 가동 개시. 기계카드 48장, 스페셜카드 4장
- 11월 하순 ~ 12월 2일 - 길티스 토벌 미션 경험치 2배 캠페인
- 12월 22일 ~ 12월 23일 - 점프 페스타에서 공식 대회 아르카디아 그랑프리(단식 페어) 결승 개최
- 12월 26일 ~ 2013년 1월 10일 - 환상의 팀과 대전 캠페인

### 2013년
- 1월 11일 - 제3탄 가동. 새로운 타입 「일하는 차」가 추가.머신카드 50장, 스페셜카드 4장
- 1월 11일 - 당일부터 기간한정 맥도날드·해피밀 세트의 덤 전6종(선택되어 드라이버+클로드. 머신 겸 SP카드인 W카드).
- 2월 8일 - 제3탄+가동 개시.
- 2월 8일 ~ 3월 3일 - 동료와 함께 협력 플레이! 유대관계 캠페인
- 3월 8일 - 제4탄 가동 개시. 머신카드 50장, 스페셜카드 4장
- 3월 16일 - 합체머신 보스 토벌 캠페인
- 4월 5일 - 제4탄+가동 개시.
- 5월 2일 ~ 5월 24일 합체머신 보스 토벌 10000체 돌파, 경험치 2배 캠페인
- 5월 10일 - 제5탄 가동 개시. 머신카드 50장, 스페셜카드 4장
- 5월 21일 ~ 6월 3일 - 훼미리마트에서 특정 과자 구입, 비매품 클리어파일(전2종, 후기 홍보 포스터, 선정 운전자)
- 6월 7일 - 제5탄+가동 개시
- 7월 12일 - 신1탄 가동 개시. 머신카드 52장, w버스트카드 12장(이탄한정), 스페셜카드 8장
- 7월 12일 ~ 8월 22일 - 알바로스 토벌 캠페인
- 7월 12일 ~ 7월 25일 - 경험치 1.5배 캠페인
- 8월 23일 ~ 9월 12일 - 선발되어 드라이버와 대전
- 8월 28일 - DVD-BOX1 발매.
- 9월 13일 - 신2탄 가동 개시. 머신카드 51장, 스페셜카드 4장, 드라이버 스킬카드 3장
- 10월 11일 - 신2탄+가동 개시.
- 11월 8일 - 신3탄 가동 개시.머신카드 51장, 스페셜카드 4장, 드라이버 스킬카드 3장
- 11월 8일 ~ 11월 21일 - 요코하마 신도심 방위 미션!
- 12월 6일 - 신3탄+가동 개시. 실질적인 최종탄
- 11월 22일 ~ 12월 12일 - 그레이트 크라켄 토벌 캠페인!
- 12월 13일 ~ 12월 25일 - 반짝반짝 빛나다! 크리스마스 특별 미션!
- 12월 21일 - DVD-BOX2 발매.

### 2014년
- 2월 2일 - 가동 종료.
- 3월 초순 - 아케이드판의 부품 제거 캠페인에서 핸들 등을 한정 발매.

## 아케이드판
1. 100엔 동전을 넣고, 3개의 선택사항 「자이로제터를 플레이한다(A버튼)」 「노는 법을 익힌다(B버튼)」 「카드만 산다(C버튼)」로부터 임의의 모드를 선택한다.  노는 법을 익히다는 이른바 튜토리얼 모드. 클로드 박사로부터 게임의 플레이 방법을 배운다.  「카드만 산다」에서는, 통상의 게임 플레이를 하지 않고, 그 자리에서 카드만을 구입해 종료.신1탄까지는 가로쓰기 일러스트였지만, 신2탄부터 세로쓰기로 변경된다.
2. 「자이로제터를 플레이한다」(싱글 플레이)와「둘이서 놀다」(멀티 플레이)의 어느 한쪽을 선택해, 게임을 플레이한다.이하 특기가 없는 경우는 「자이로제터를 플레이한다」→「혼자서 논다」의 플레이 방법.
3. 임의의 '머신카드'를 3장 스캔(스캔하지 않아도 '클랙션 버튼'을 누르면 게임 플레이가 가능하지만 이 때 라이버드, GT-R, 프리우스α(새 1탄부터 라이버드 SE, 돌피네 TA, 나무류 고정편성) 중 어느 하나 또는 3대 모두에 고정됨)하고 마지막에 드라이버 스킬카드를 스캔한다. 최초로 스캔 한 카드가 플레이어 조작 캐릭터(자동차→로봇)가 되어, 「드라이브 모드」로 이행.적의 같은 3대 편성의 팀을 짜고 있지만, 플레이어 조작 이외의 2대가 오토 파일럿으로 적의 머신을 금지 하고 있어, 다 멈추지 못한 「라이벌」 1대와 드라이브 모드로 대전한다고 하는 설정이 되어 있다(신1탄 이후, 이 연출은 컷).

### 드라이브 모드
「라이벌」(플레이어가 게임으로 대전하는 캐릭터)과 자동차로 선행을 서로 경쟁하면서, 동시에 배틀 모드로 영향을 주는 아이템도 수집한다.자동차는 「스티어링」과「시프트 레버」로 조작한다.시프트 레버는 브레이크도 겸한다.시프트 레버를 올리면 「부스트」가 작용해, 자동차가 초가속해, 시프트 레버를 내리면 브레이크가 되어, 감속이나 드리프트를 실시할 수 있다.
벽에 접촉하거나 부스트를 사용하면 에너지를 소비한다(5탄까지 존재한 스캔 전에 구입한 어시스트 시스템을 사용하면 벽에 접촉해도 에너지가 줄지 않게 되거나 부스트 사용시의 에너지 소비량이 반감한다).
드라이브모드가 종료되고 화면이 지시하면 스티어링을 밀어 올려 케이스를 "초속변형"시킨다.화면 내의 자동차는 로봇로 변형되어, 게임이 「배틀 모드」로 이행한다.
드라이브 모드로 승리하면, 머신의 EP나 공격력 등에 보너스가 들어 배틀 모드를 유리하게 진행할 수 있다.다만 드라이브 모드에서 패배해도 배틀 모드로 나아갈 수 있다.

### 배틀 모드
플레이어는 조작 캐릭터와 2기의 서브캐러를 합한 합계 3기의 로보를, 「초속 변형」시에 케이스 전면이 전개해 출현하는 「자이로 레버」(트리거를 갖춘 그립상의 레버)로 조작해, 라이벌의 3기와 3on3의 로보 배틀을 실시한다.서로에게는 EP(에너지 포인트)가 설정되어 있어 여러 가지 기술을 구사해 이것을 깎아 간다.어느 하나의 EP가 0이 된 시점에서, 최종적인 승패가 확정된다.본모드중, 공격시에 타이밍을 맞추어 자이로 레버나 트리거를 조작함으로써 화면 우측 하단에 표시되어 있는 「버스트 파워 게이지」가 쌓여, 최대 상태가 되면 후술 하는 「파이널 버스트」를 발동할 수 있다(제논은 파이널 버스트는 발동할 수 없다).또, 드라이브 모드의 결과나 카드의 편성은, 배틀 개시시의 EP나 능력치, 버스트 파워 게이지 등에 영향을 준다.
레버로 발동할 수 있는 기술은 기본적으로 다음 4종류(각 캐릭터마다 고유의 기명이 있는데 그것에 대해서는 후술).
"노멀어택" - 오른쪽 레버로 발동이른바 통상기화려함은 없지만 확실히 상대의 EP를 깎을 수 있다.
"버스트어택" - 왼쪽 레버로 발동이른바 필살기상대에게 결정되면 큰 대미지를 노릴 수 있지만, 「카운터 어택」을 당할 리스크도 수반하는 양날의 검.
'더블 버스트' - 4탄부터 특정 기체의 조합으로 내보낼 수 있는 특수한 버스트 어택.개별 버스트어택보다 위력이 높거나 강력한 특수효과를 갖는다.카운터 어택을 받은 경우는 더블 버스트를 발동하는 2개의 안 카운터를 받은 측에 평소보다 높은 카운터 데미지를 준다.다만, 다른 1구는 통상의 버스트 어택으로 계속해 공격 가능.
"카운터 어택" - 양쪽 레버로 발동상대가 버스트 어택을 내 왔을 때에 이것을 선택할 수 있으면, 대미지를 받지 않고 반격할 수 있다(그 때, 상대의 버스트 게이지도 줄인다).버스트 이외의 기술에 대해 선택하면 실패가 되어 약간의 피해만 줄 수 있고 타이밍 입력도 할 수 없다.또 상대가 「스페셜 카드」아쿠아 카운터를 사용하고 있는 경우, 반대로 카운터 되어 버스트 파워도 줄어든다(2탄의 버전 업 전에는 줄어들지 않았다).플레이어측의 기명은 자이로 카운터, 적측 및 제논계 자이로제터는 제노 카운터라고 불린다(일부 자이로제터는 한자가 되거나〈예사이로화운타〉), 명칭이 다른 것이 되어 있다〈예반, 기다리는 중으로 오시다, 인의없는 답례〉).
"파이널 버스트" - 이른바 초필살기통상의 상대라면 EP의 대부분을 빼앗을 수 있기 때문에 승리를 거의 확실하게 할 수 있는 것 외에 보스 캐릭터에 대해서도 유효. 상대를 쓰러뜨릴 수 없는 경우 발동 직후의 1턴은 행동 불능이 된다.대전에서 서로가 파이널 버스트를 발동했을 경우, 퍼센트가 많은 쪽이 선행된다.파이널 버스트 발동 전에 일부 「스페셜 카드」를 스캔 하면 특수한 파이널 버스트가 발동한다.제논이만 발동할 수 없어.
기술 발동시에 「스페셜 카드」라고 불리는 특수한 카드를 스캔 하는 것으로, 여러 가지 캐릭터가 서포트해 주지만, 스캔은 1 게임중에 1회 밖에 할 수 없다(협력 플레이의 경우는 각각 1회에 2회).

### 드라이버즈 ID
본 작품이 대응하는, 플레이어 데이터 기록 시스템의 총칭.어뮤즈먼트 센터나 완구점등에서 판매하는 「드라이버즈 ID카드」(유료)를 본작의 구체에 스캔 하는 것으로, 지금까지의 대전 성적이나 전국 랭킹등의 열람이 가능하게 되는 것 외에 「아르카디아 포인트」라고 칭하는 스페셜치를 축적할 수 있어 일정 포인트를 소비하는 것으로 머신 커스터마이즈가 가능하게 된다.이것과는 별도로 「경험치」도 존재해, 일정 레벨에 도달하면 「라이센스」를 랭크 업(승격)시킬 수 있어 머신의 기초적 전투 능력이 강화되어 간다.또, 「카드를 산다」이외에 최대 4매(2명이서 협력 플레이의 경우 최대 3매)까지 구입 가능. ID카드를 스캔하지 않아도 「클랙션 버튼」을 누르면 게임 플레이는 가능(플레이 종료후에 데이터는 축적되지 않고 소거된다).13년 7월 이후는 아르카디아 미션도 플레이 가능하게 되어 있다.

## TV 애니메이션
TV 도쿄 계열(TXN)에서 "초속변형 자이로제타"라는 이름으로 2012년 10월 2일부터 2013년 9월 24일까지 방영되었다. 2014년 2월부터 대한민국 투니버스에서 더빙판을 KBS Kids 방영하였다.